# Max Horlacher
Max Horlacher (* 13. März 1931 im Fricktal; † 27. Juni 2024 in Zürich) war ein Schweizer Unternehmer und Konstrukteur von Elektrofahrzeugen. Er entwickelte auch ein nur mit Muskelkraft betriebenes Leichtflugzeug.

## Leben

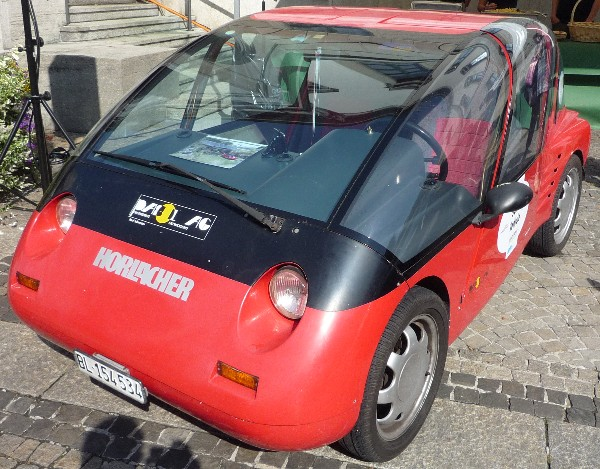
Der Horlacher Sport fuhr im Jahr 1992 547 km mit einer Batterieladung und ist seit 1991 auf Schweizer Strassen unterwegs.

Schon als kleiner Junge kam Horlacher mit Automobilen und Flugzeugen in Kontakt. Sein Patenonkel Paul Horlacher war Teilhaber des Karosseriebauunternehmens Gangloff im elsässischen Colmar, wo er nach der Ausbildung zum Keramikmaler ein Praktikum absolvieren konnte.
1962 gründete Horlacher in Möhlin die Max Horlacher AG, die sich auf die Fertigung von Leichtbauteilen und -verkleidungen aus faserverstärktem Kunststoff und Verbundwerkstoffen, insbesondere für Schienenfahrzeuge, spezialisierte.
1983 erfüllte sich Horlacher mit dem Bau des muskelkraftbetriebenen Leichtflugzeugs Pelargos einen Jugendtraum.
Auf Anregung des späteren Bundesrats Kaspar Villiger entstanden ab 1985 bei der Max Horlacher AG in der Abteilung Fahrzeugbau zahlreiche Prototypen und Kleinserien von Elektrofahrzeugen, die beim seit 1985 stattfindenden Solarautorennen Tour de Sol regelmässig vordere Plätze in ihren Klassen belegten.

## Auszeichnungen
- 2015 Ehrensolarpreis der Solar Agentur Schweiz[5]